# 奥列夫斯·卡朱
奥列夫斯·卡朱 （英語：Olevs Kaju，1964年12月13日—2019年7月27日）出生于Aizpute，于里加去世，为医学博士、外科医生、欧洲急性腹痛研究协会委员、拉脱维亚医学协会和拉脱维亚外科医生协会会员。

## 个人简介
此人在1964年12月13日生于拉兹玛·卡朱（Rasma Kaju）（婚前名字为Treigūte）和伊洛·卡朱（Ilo Kaju）的家庭。 母亲拉斯玛·卡朱（Rasma Kaju）（1934年至1995年）曾担任利耶帕亚医学院常任主任职务，同时也为一名外科医生。 父亲伊洛·卡朱（Ilo Kaju）（1931年6月25日至1999年6月21日）是爱沙尼亚萨列马岛人。伊洛·卡朱的父亲为塔维•卡朱（Taavi Kaju）（1890年至1959年），及其母亲为英格尔 •卡朱（Ingele Kaju）（1894年至1944年）。
奥列夫斯·卡朱的幼年和青少年时期都是在利耶帕亚（Liepaja) （页面存档备份，存于）度过的。父母在市中心有一套房子，地址是Kr.Valdemāra街18号。他毕业于利耶帕亚（Liepaja）第一中学。在校期间，他积极参加体育运动，并多次获得了利耶帕亚和拉脱维亚田径比赛的冠军。他还对德语感兴趣，并在空闲时间里向德语翻译西尔维娅·吉比特（Silvija Ģibiete）学习了德语。
他曾有两年的时间在利耶帕亚市医院内担任护理员。在此期间，他曾去切尔诺贝利 （页面存档备份，存于）工作，成为了切尔诺贝利事故 （页面存档备份，存于）后果的清理者(重型机器的驾驶员)。在1987-1993年间，他曾就读于里加医学院（也称为拉脱维亚医学院），并于1993年获得了医学学位。
他曾在拉脱维亚家庭中心担任外科诊所的负责人，并在P.Stradiņš临床大学医院 （页面存档备份，存于）（弗拉基米尔·乌特金教授的医院）工作。他担任过尤尔马拉医院急诊科的负责人。他曾在2008-2019年期间在尤尔马拉医院工作，此地也是他的最后一个工作地
《急性腹痛：诊断和鉴别诊断》( Akūtas vēdersāpes: diagnostika un diferenciāldiagnostika)一书的作者（里加：全国供应，2005年）